# Bagarana
Bagarana (em armênio: Բագարան; romaniz.: Bagaran) foi uma cidade e fortaleza fundada no tempo que a dinastia orôntida governava no Reino da Armênia.

## História
Bagarana estava situada no cantão de Arsarúnia, na província de Airarate, a cinco quilômetros a oeste da margem direita do Acuriã. De acordo com o historiador armênio Moisés de Corene, foi fundada no fim do século III a.C. pelo rei Orontes IV (r. 212–200 a.C.) para abrigar imagens dos deuses e ancestrais reais trazidas da cidade sagrada de Armavir. Estabeleceu seu irmão Eruaz como sumo-sacerdote do panteão armênio e durante seu reinado Bagarana tornou-se centro religioso e cidade santa da Armênia orôntida. No tempo de Artaxias I (r. 189–161 a.C.), os ídolos de Bagarana foram transferidos à nova capital de Artaxata, mas Bagarana permaneceu importante centro de culto até a conversão da Armênia ao cristianismo em ca. 314.
Bagarana recebeu a Igreja de São Teodoro (erigida cerca de 624-631), agora totalmente destruída. Quando os bagrátidas adquiriram Arsarúnia no século IX, foi brevemente capital do Reino da Armênia (884–1045) e floresceu como parada na rota comercial da capital bagrátida posterior, Ani, ao oeste. Foi destruída em 1394 por Tamerlão do Império Timúrida. Seus restos ainda eram visíveis no começo do século XX.